# Seán Brosnan
Seán Brosnan este un om politic irlandez, membru al Parlamentului European în perioada 1977-1979 din partea Irlandei. 
1. 1 2 3 4   https://www.oireachtas.ie/en/members/member/Seán-Brosnan.D.1969-07-02 Lipsește sau este vid: |title= (ajutor)
2. ↑   http://www.assembly.coe.int/nw/xml/AssemblyList/MP-Details-EN.asp?MemberID=1609 Lipsește sau este vid: |title= (ajutor)